# 土耳其鞍
土耳其鞍意即土耳其椅，又名蝶鞍，為蝶骨上一鞍型構造，存在於人、黑猩猩、猩猩及大猩猩等人科動物的顱骨上。為頭影測量的標誌位置。
土耳其鞍位于颅中窝正中部、蝶骨体上部；形似马鞍状；包括垂体窝、鞍结节、中床突、交叉前沟、视神经管、前床突、鞍背和后床突等结构。
土耳其鞍是颅内骨结构的解剖学名称，指的是蝶骨在颅中窝中间部分高起，形如马鞍的骨结构。蝶鞍中央凹陷叫垂体窝，容纳脑垂体。正常情况下，蝶鞍与脑垂体之间紧密相贴，几乎没有空隙。当各种病理因素导致蝶鞍变形（鞍隔缺损）、扩大或脑垂体萎缩变小，使蝶鞍中央凹陷与脑垂体之间的间隙扩大，形成“空泡”样改变，在颅骨X片、脑室造影、CT或脑部核磁共振检查时可发现明显的密度降低形如“空泡”的影像，称为蝶鞍空泡（empty sella）。

## 構造
土耳其鞍的位置位於腦垂腺窩中。腦垂腺窩是固定腦垂腺的位置，位於蝶骨的凹坑中。而位於腦垂體窩前的則是鞍結

## 功能
蝶鞍構成固定腦下垂體的空間。

## 辭源
土耳其鞍的原文「Sella turcica」是拉丁文、「sella」是「座椅」的意思，而「turcica」則是土耳其的的意思。

## 附加圖像

人類顱骨顳面照（顳骨已移除），紅色部分為土耳其鞍。
蝶骨俯視照，紅色部分為土耳其鞍。
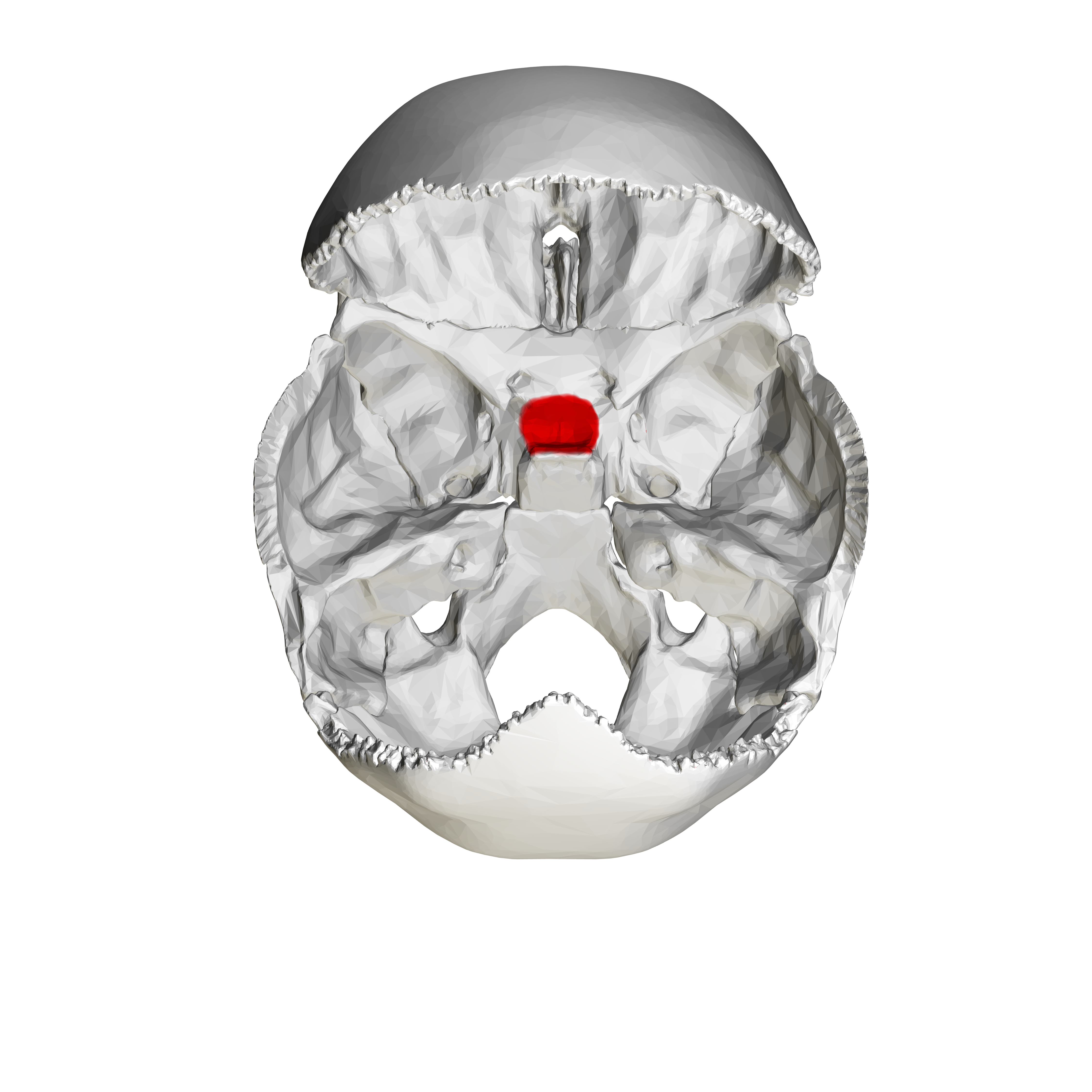
Human skull seen from top (parietal bones have been removed). Sella turcica shown in red.
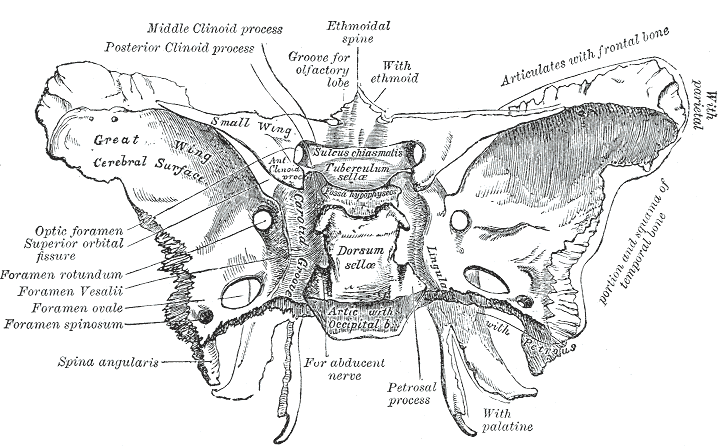
Sphenoid bone. Upper surface. (There is no label for "Sella turcica", but "Tuberculum sellae" and "Fossa hypophyseos" are visible near center.)
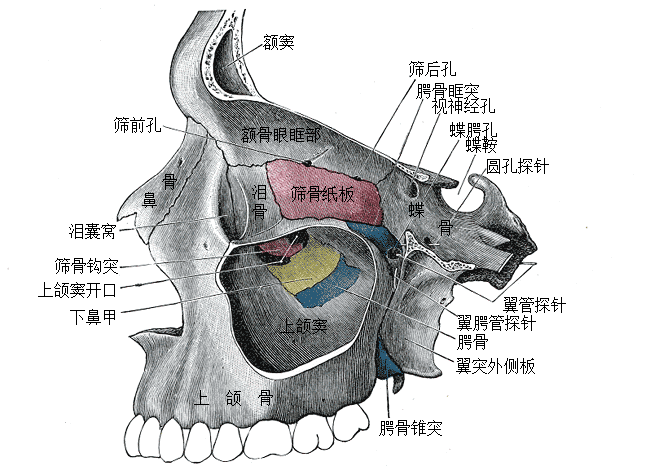
Medial wall of left orbit. (Sella turcica labeled in upper right.)
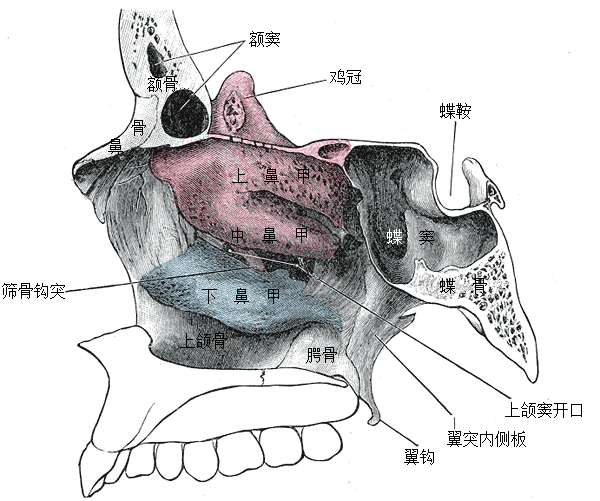
Lateral wall of nasal cavity, showing ethmoid bone in position.
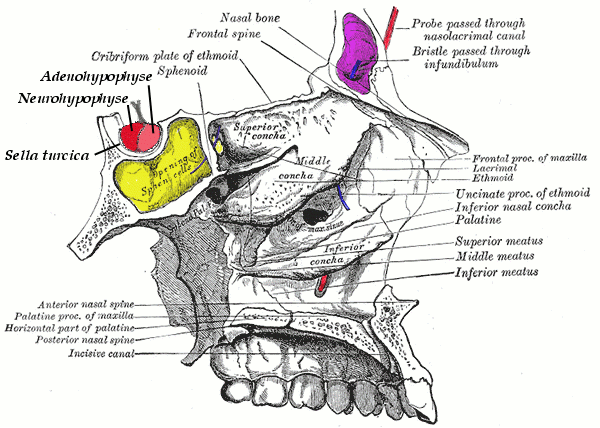
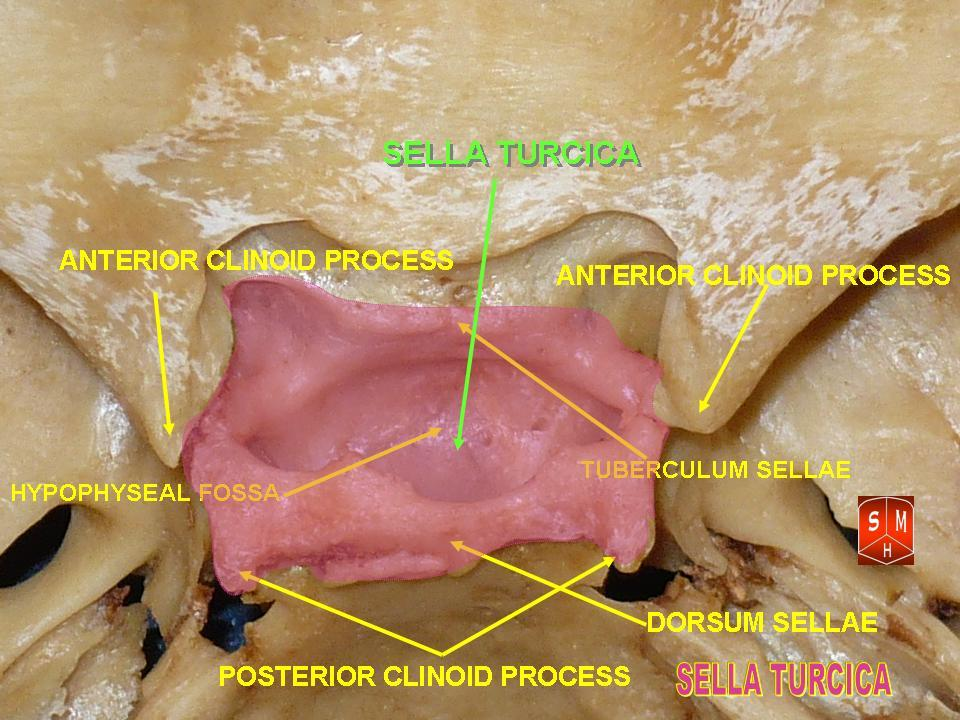
Base of skull - sella turcica
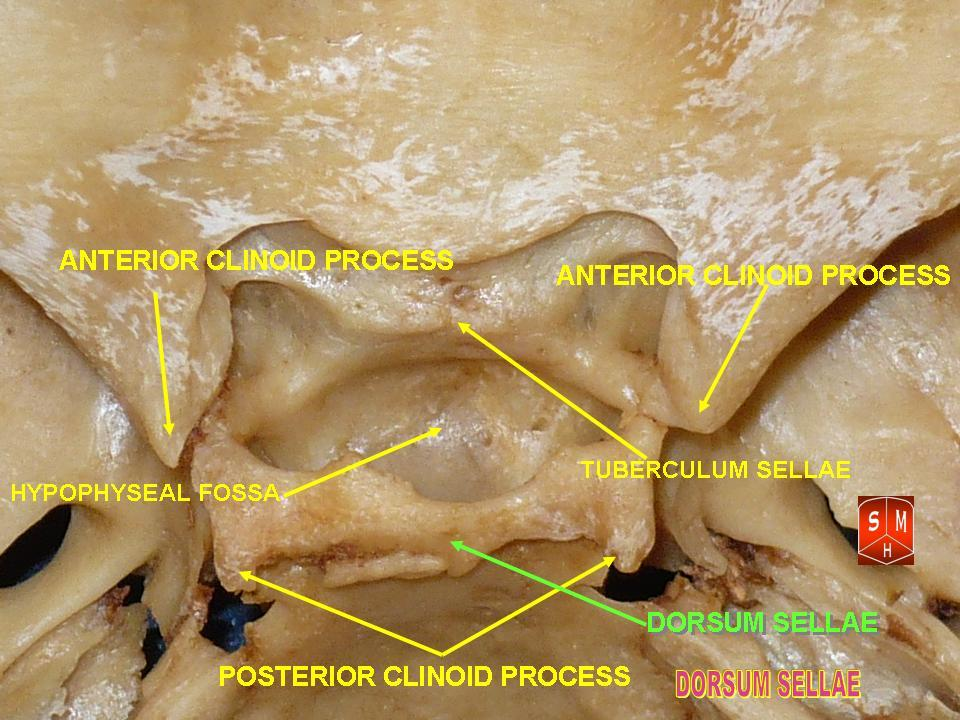
Base of skull - dorsum sellae
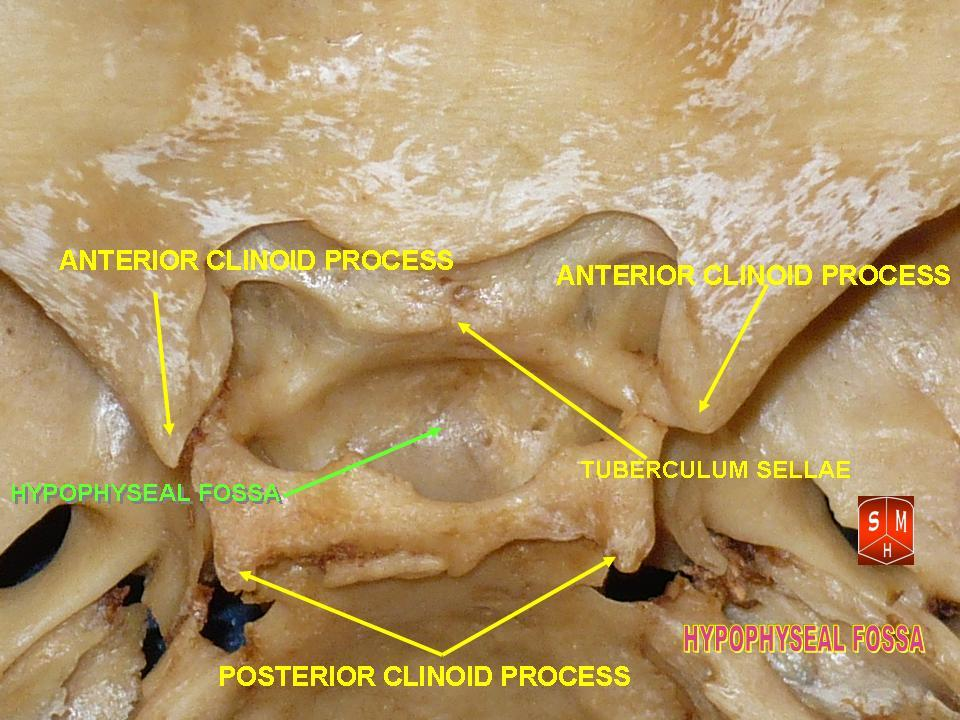
Base of skull - tuberculum sellae and hypophyseal fossa

## 外部連結
- Image at Indiana.edu （页面存档备份，存于）
- eMedicine Dictionary上的Sella+turcica